# Бурачек Віктор Романович
Бурачек Віктор Романович (нар. 4 березня 1959, Славське, Сколівський район, Львівська область, УРСР) — український науковець, кандидат фізико-математичних наук, доцент.
Середню освіту отримав у середній школі села Стрілецький Кут Чернівецького району Чернівецької області, яку закінчив у 1976 році з золотою медаллю. У 1976—1981 р.р. — студент фізичного факультету Чернівецького державного університету (нині — Чернівецького національного університету імені Юрія Федьковича). З 1981 по 2001 роки — аспірант та науковий співробітник кафедри напівпровідникових матеріалів ЧДУ. У 1988 році захистив кандидатську дисертацію на тему «Вплив ізовалентних домішок на фізичні властивості телуриду кадмію».
З 2001 по 2006 р.р. — завідувач кафедри вищої математики та комп'ютерної техніки Буковинського державного фінансово-економічного інституту (після перейменування — Буковинської державної фінансової академії).
У 2006—2007 навчальному році — доцент кафедри фізико-математичних і природничих дисциплін Приватного вищого навчального закладу «Буковинський університет».
З 2007 року до 2019 року— викладач кафедри інформаційних систем і мереж (після перейменування — кафедри економічної кібернетики та міжнародних економічних відносин) Чернівецького торговельно-економічного інституту Київського національного торговельно-економічного університету. В період з 2009 по 2014 роки — завідувач кафедри вищої математики та інженерно-технічних дисциплін.
На даний час — вчитель фізики і астрономії Чернівецького ліцею №17 «Успіх» Чернівецької міської ради.
Автор понад 130 наукових та науково-методичних робіт. Коло дослідницьких інтересів — педагогіка вищої школи та моделювання процесів різної природи.
Починаючи з 1989 року і донині, Бурачек В. Р. — активний учасник народної чоловічої хорової капели «Дзвін» імені Тараса Стінкового викладачів, співробітників і студентів Чернівецького національного університету імені Юрія Федьковича. Автор кількох пісень («Мої Чернівці», «Доле-доленько», «Осіннє танго», «Україно моя», «Є в України ми» та ін.) на власні вірші та вірші українських авторів.

## Монографії та посібники
- Термостимульована релаксація як метод дослідження широкозонних напівпровідників: навч. посіб. / В. Р. Бурачек, П. П. Бейсюк; Чернівецький держ. ун-т ім. Юрія Федьковича. — Чернівці: Рута, 1999. — 63 с.
- Оптичні і фотоелектричні властивості напівпровідників: навч. посіб. / А. В. Савицький, В. Р. Бурачек. — Чернівці: Чернівецький держ. ун-т ім. Юрія Федьковича, 1999. Ч. 1., 1999. — 100 с.
- Оптичні та фотоелектричні властивості напівпровідників: навч. посіб. / А. В. Савицький, В. Р. Бурачек. — Чернівці: Чернівецький держ. ун-т ім. Юрія Федьковича, 2000. Ч. 2., 2000. — 94 с.
- Термостимулированная релаксация как метод исследования широкозонных полупроводников: монография / А. С. Адонин, П. П. Бейсюк, В. Р. Бурачек и др. — М.: «Техника-Про», 2000. — 96 с.
- Фотопровідність напівпровідників: навч. посібник / А. В. Савицький, В. Р. Бурачек; Чернівецький національний ун-т ім. Юрія Федьковича. — Чернівці: Рута, 2002. — 92 с.
- В. Р. Бурачек. Основи математичного програмування для економістів: Навчальний посібник. — Чернівці, БДФЕІ, 2002. — 80 с.
- Основи теорії ймовірностей і математичної статистики для економістів: навч. посіб. для студ. вищ. навч. закл. / В. Р. Бурачек. — Чернівці: Букрек, 2005. — 152 с.
- Бурачек В. Р., Косяченко С. В. Моделювання економічних систем. Навчальний посібник. — Чернівці: ЧТЕІ КНТЕУ, 2011. — 180 с.
- Бурачек В. Р. Транспортна інфраструктура як важливий фактор розвитку екотуризму // Екологічний виклик сучасному глобальному світу в економічному вимірі: колективна монографія / за ред. С. Д. Лучик. — Чернівці: ВІЦ «Місто», 2016. — С. 271—278.
- Бурачек В. Р. Оптимізація спектру інформаційних засобів супроводу навчального процесу у вищій школі // Моделювання в освіті. Стан. Проблеми. Перспективи: Монографія / за заг. ред. Соловйова В. М. — Черкаси: Брама, 2017. — С.192-204.

## Основні наукові публікації
- А. В. Савицкий, В. Р. Бурачек, К. С. Ульяницкий, М. Е. Кормыш. Влияние легирования некоторыми примесями на оптические свойства монокристаллов CdTe в области прозрачности // Журнал прикладной спектроскопии, 1986, 44, № 3, с.462-465.
- П. П. Бейсюк, И. И. Блиско, В. Р. Бурачек, Н. И. Руснак. Устройство для изготовления гранул. Авторское свидетельство СССР № 1517991 от 01.07.1989 г.
- V.R.Burachek, P.P.Beysyuk. On possible behaviour of isovalent dopants in cadmium telluride crystal lattices // Functional Materials, 1997, 4, № 2, p.308-309.
- A.V.Savitsky, O.A.Parfenyuk, M.I.Ilashchuk, P.M.Fochouk, V.R.Burachek. Associates formation in CdTe at high levels of native point defects // Journal Crystal Growth, 1998, v.184/185, № 2, p.1155-1159.
- A.V.Savitsky, M.I.Ilashchuk, O.A.Parfenyuk, R.D.Ivanchuk, D.D.Ivanchuk, K.S.Ulyanytsky, V.R.Burachek. Improvement of quality of Cd1-xMnxTe crystals by special annealing // Journal Crystal Growth, 1998, v.192, № 1-2, р.196-199.
- A.V.Savitsky, V.R.Burachek, O.A.Parfenyuk, M.I.Ilashchuk, K.S.Ulyanitsky. New optical materials for IR-technique based on cadmium telluride // Proceedings of SPIE, 1999, v.3890, p.430-437.
- A.V.Savitsky, M.I.Ilashchuk, O.A.Parfenyuk, K.S.Ulyanytsky, V.R.Burachek, R.Ciach, Z.Swiątek, Z.Kuznicki. Thermostability of physical properties of cadmium telluride crystals // Thin Solid Films, 2000, v.361/362, № 2, р.203-207.
- В. Р. Бурачек, М. В. Зорій, А. В. Савицький. Виготовлення фоточутливих плівок CdTe і дослідження їх характеристик // Науковий вісник Чернівецького університету: Збірник наукових праць. Вип.79: Фізика. Електроніка. — Чернівці, 2000. — С. 53-55.
- P.М.Gorley, О. А.Parfenyuk, М. І.Ilashchuk, K.S.Ulyanytsky, V.R.Burachek. Electric and photoelectric properties of CdTe: V crystals // Photoelectronics, 2001, № 10, с. 95-97.
- В. Р. Бурачек. Перспективи розвитку інформаційного забезпечення підприємництва в регіоні // Науковий вісник Буковинського державного фінансово-економічного інституту: Збірник наукових праць. Вип. 4: Економічні науки. — Чернівці, 2003. — С.326-329.
- П. Н. Горлей, О. А. Парфенюк, М. И. Илащук, К. С. Ульяницкий, В. Р. Бурачек, С. Н. Чупыра. Фотоактивированные центры в теллуриде кадмия, легированном германием, оловом, свинцом // Неорганические материалы, 2003, 39, № 11, с.1-5.
- В. Р. Бурачек. Банківські системи України та Молдови: спільні риси та відмінності // Науковий вісник Буковинської державної фінансової академії: Збірник наукових праць. Вип. 6: Економічні науки. — Чернівці, 2005. — С.35-39.
- А. В. Савицький, В. Р. Бурачек. Проблеми і перспективи інформаційного забезпечення розвитку бізнесу в регіоні // Науковий вісник Буковинського університету: Збірник наукових праць. Вип. 3: Економічні науки. — Чернівці, 2006. — С.185-191.
- Бурачек В. Р. Моделювання кредитного ризику комерційного банку (на прикладі Укрексімбанку) / Науковий вісник Чернівецького торговельно-економічного інституту КНТЕУ: Збірник наукових праць. Вип. IV. Економічні науки. — Чернівці, 2008. — С.409-415.
- Бурачек В. Р., Пепеля В. Д. Розвиток туристичного потенціалу Чернівецької області: реалії та перспективи / Вісник ЧТЕІ. Вип. І-ІІ (65-66). Економічні науки. - Чернівці, 2017. - С. 289-295.

## Основні науково-методичні публікації
- В. Р. Бурачек. Роль дисциплін математично-інформаційного циклу у підготовці фахівців фінансової галузі // Теорія та методика навчання фундаментальних дисциплін у вищій школі: Збірник наукових праць. — Кривий Ріг: Видавничий відділ НМетАУ, 2005. — С.59-62.
- Лабораторний практикум з математично-економічного моделювання (напрям підготовки 0305 «Економіка і підприємництво» професійного спрямування 030502 «Економічна кібернетика») / Укл. В. Р. Бурачек. — Чернівці: ЧТЕІ КНТЕУ, 2009. — 71 с.
- Бурачек В. Р., Валецька Т. М. Про дистанційне навчання в ЧТЕІ КНТЕУ // Теорія та методика електронного навчання: збірник наукових праць. Випуск І. — Кривий Ріг: Видавничий дім НМетАУ, 2010. — С.29-33.
- Бурачек В. Р. Проблеми та переваги дистанційного навчання при викладанні дисциплін математичного циклу / Теорія та методика електронного навчання: збірник наукових праць. Випуск ІІІ. — Кривий Ріг: Видавничий відділ НМетАУ, 2012. — С.29-34.
- Бурачек В. Р., Готинчан І. З. Актуальні проблеми викладання та оцінювання знань студентів-економістів з дисциплін математичного циклу // Науковий вісник Чернівецького національного університету: Збірник наукових праць. Вип. 610—611. Економіка. — Чернівці: Чернівецький нац. ун-т, 2012. — С.199-202.
- Навчально-методичний комплекс дисципліни «Математика для економістів»: дистанційний курс / В. П. Лавренчук, В. Р. Бурачек, І. З. Готинчан, І. І. Дрінь, А. Р. Семчук. — Чернівці: ЧТЕІ КНТЕУ, 2013. — 362 с.
- Остапов С. Е., Бурачек В. Р. Інформаційні системи і технології в управлінні: лабораторний практикум. — Чернівці: ЧТЕІ КНТЕУ, 2015. — 38 с.
- Бурачек В. Р. Оптимізація спектру інформаційних засобів супроводу навчального процесу у вищій школі // Новітні комп'ютерні технології: збірник наукових праць. — Кривий Ріг: Видавничий центр ДВНЗ «Криворізький національний університет», 2017. — Том XV. — С. 119—123.
- Бурачек В.Р. Моделювання економічних процесів [Електронний ресурс] : персональна навчальна система / В. Р. Бурачек. – Чернівці: ЧТЕІ КНТЕУ, 2018. – Режим доступу : http://www.dist.chtei-knteu.cv.ua:8080/course/view. php?id=635